# Moskauer Deutsche Zeitung
La Moskauer Deutsche Zeitung, abbreviata solitamente in MDZ (in russo Московская Немецкая газета), è una pubblicazione periodica che esce sia nella versione in lingua tedesca sia in quella in lingua russa. È pubblicata con la periodicità di due volte al mese, in formato A3 a colori. La versione stampata ha una tiratura di 25000 esemplari.

## Storia
Fondato nel 1870 (si tratta del più antico quotidiano in lingua tedesca di Russia), come quotidiano di carattere politico e letterario fu proibito dopo la prima guerra mondiale, e pubblicato nuovamente a partire dal 1998.

## Lettori
Si rivolge più ai parlanti germanofoni provenienti dall'Europa per motivi di turismo o lavoro, che alle minoranze di lingua tedesca presenti nella federazione Russa.